# Calabar (Nigéria)

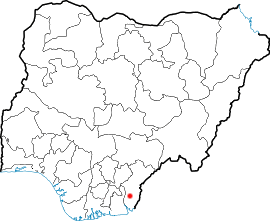
Localização de Calabar

Calabar é uma cidade da Nigéria, capital do estado de Cross River. Sua população é estimada em 503.519. O nome original de Calabar era Akwa Akpa, em língua efique. A cidade fica ao lado dos rios Calabar e Great Kwa e riachos do rio Cross (do delta do interior).
Calabar é a capital do estado de Cross River, e muitas vezes foi descrito como a capital do turismo da Nigéria. Administrativamente, a cidade é dividida em Calabar Municipal e Calabar Sul LGAs. Tem uma área de 406 quilômetro quadrados (160 sq mi) e tinha uma população de 371.022 no censo de 2006.

## História

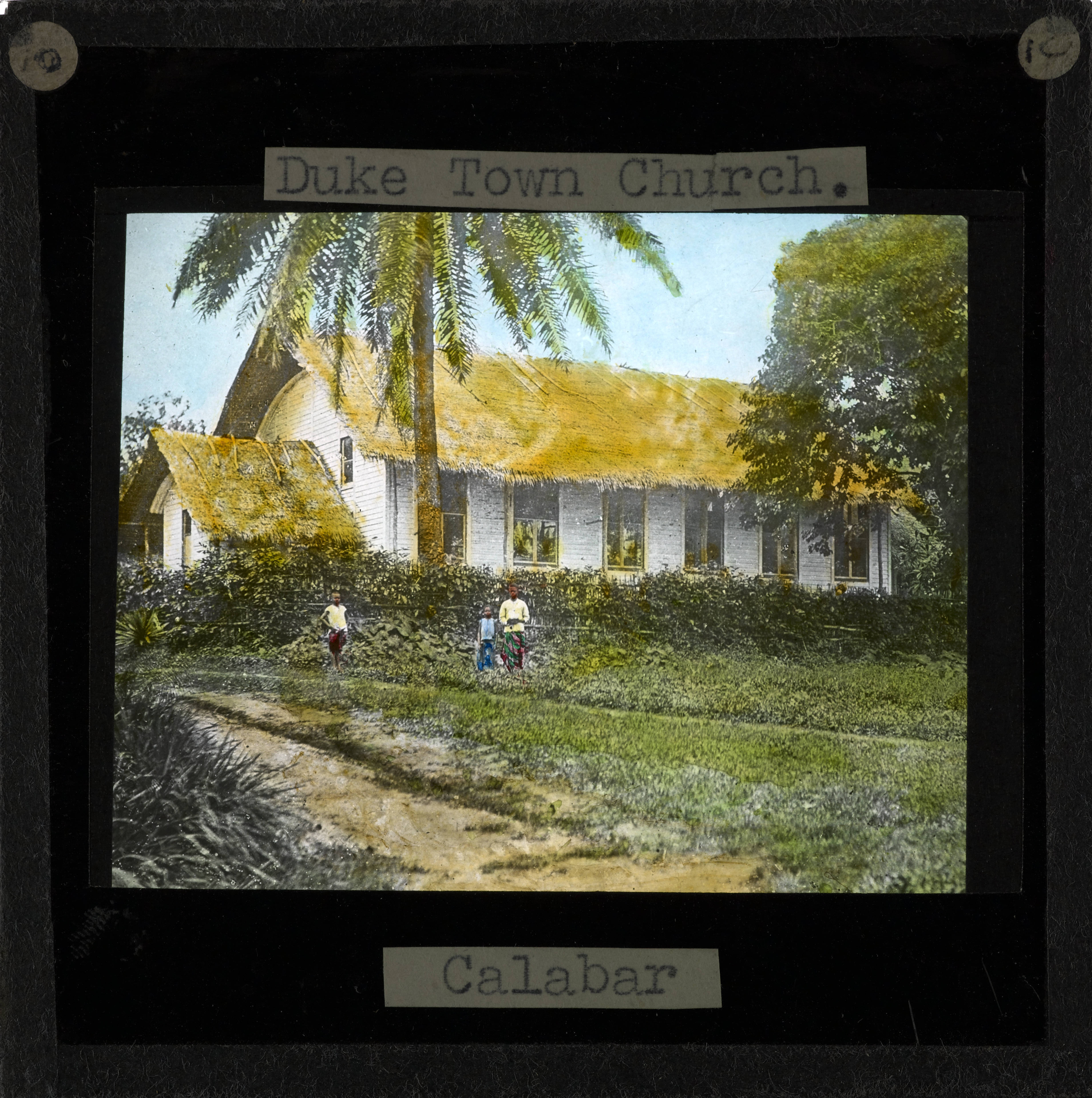
Igreja Duke Town, Calabar, final do século XIX

A vila original era conhecida pelo nome efique Akwa Akpa.

### Porto marítimo, comércio de escravos
Quando os exploradores portugueses chegaram, no século XV, a essa parte da costa da Guiné, chamaram as tribos da área de "Calabar". Esses habitantes históricos eram Efiks, Ibibios e Kwas. O povo Efik migrou da área do rio Níger para a costa de Calabar, fugindo da guerra civil com seus parentes e o povo Ibibio.

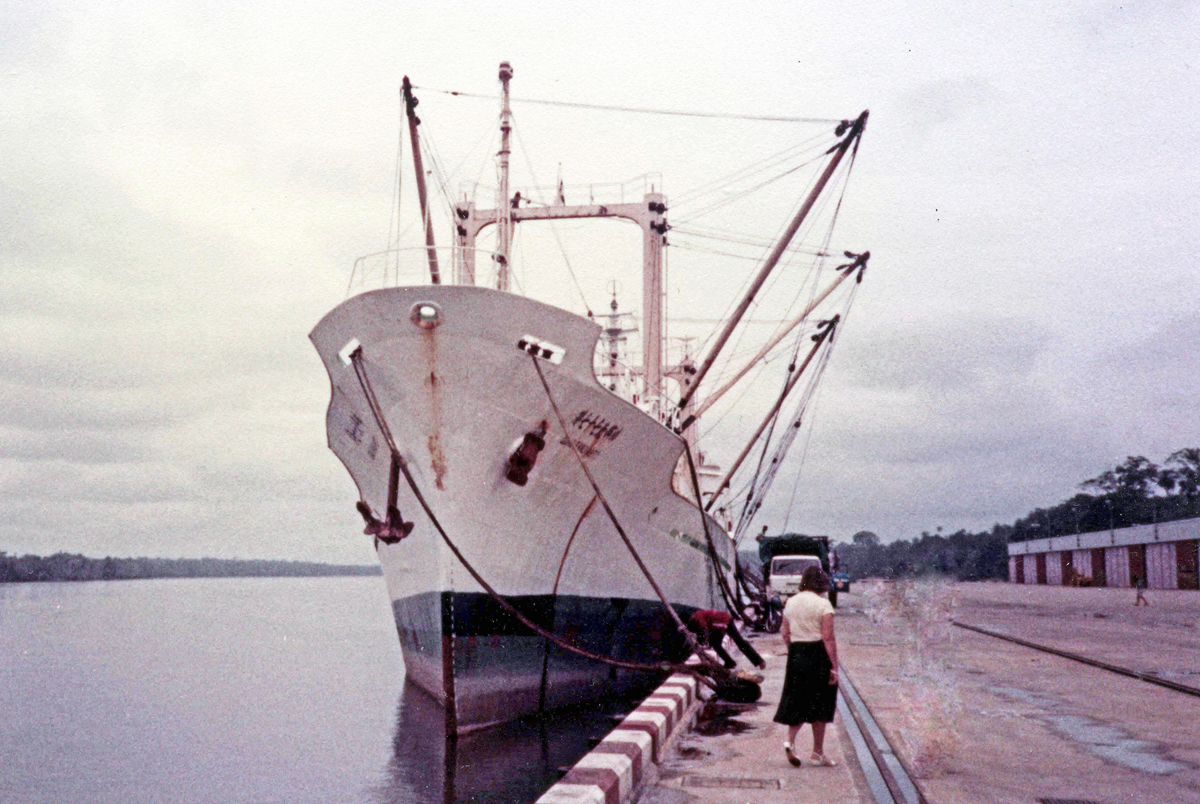
Um navio mercante atracado em Calabar, 1981

Desde o século XVI, Calabar serviu como porto marítimo internacional, exportando produtos, como o óleo de palma. Durante os séculos do comércio atlântico de escravos, tornou-se um importante porto para o embarque de escravos africanos para as Américas. Os espanhóis chamaram a área de Calabar. 
Tribos de comunidades Igbo, que viviam naquela região na época, foram escravizadas. Essas tribos minoritárias estavam sujeitas a ataques de escravos por tribos ou grupos étnicos mais poderosos da região.
No século XVIII a maioria dos navios escravos que transportaram escravos de Calabar eram ingleses, com cerca de 85% desses navios pertencentes a comerciantes de Bristol e  Liverpool. Mas, em 1807, a Grã-Bretanha aboliu o comércio de escravos. Em 1815, o navio HMS Comus, participando do bloqueio da África pelo Reino Unido (1808), navegou até Duke Town, onde capturou sete navios negreiros espanhóis e portugueses. 
De 1725 a 1750, cerca de 17.000 africanos escravizados foram vendidos em Calabar para comerciantes de escravos europeus; de 1772 a 1775, o número subiu para mais de 62.000. Old Calabar (Duke Town) e Creek Town (também chamada Obio Oko), 10 milhas (16 km) a nordeste, eram cidades-chave para o comércio de escravos, naquela época.
Uma pequena comunidade de comerciantes mulatos, instalada ali, tinha ligações com colônias missionárias e de comerciantes de Igboland, Lagos e do outro lado do Atlântico.
Em 1846, escoceses presbiterianos estabeleceram uma missão em Calabar. Entre os missionários, Hope Waddell, que trabalhou em Calabar de 1845 a 1858, e Mary Slessor, que evangelizou o cristianismo em Calabar de 1876 a 1915, trabalharam para melhorar o tratamento dos povos nativos e entre eles. Eles influenciaram muitos povos Efik a se converterem ao cristianismo e tentaram mudar ou abolir certas práticas tradicionais, tais como:
- Matar gêmeos recém-nascidos
- Sacrifícios humanos com a morte dos anciãos do vilarejo[16]
- "Julgamento de Deus", no qual os suspeitos de um crime eram obrigados a ingerir veneno e, se ficassem doentes ou morressem, eram condenados

Esses missionários também fundaram uma escola para oferecer educação secundária aos africanos e trabalharam para proteger a água destinada ao abastecimento e controlar os mosquitos, a fim de conter as epidemias de febre amarela. Waddell e Slessor ainda hoje são homenageados em Calabar. Ruas e praças da cidade receberam seus nomes.

## Pontos de interesse
A cidade era o lar do primeiro clube social na Nigéria, The Africa Club. Ele foi o primeiro competitivo futebol, cricket e field hockey jogos na Nigéria. Entre estreias da cidade foram os primeiros Massa católico romano (realizada em 19 Bocco Street, Calabar - 1903) e a escola secundária mais antiga (Hope Waddell Training Institution – 1895) no leste da Nigéria. A escola se formou mais tarde Nnamdi Azikiwe, que foi eleito como o primeiro Presidente da Nigéria, .
A cidade possui um museu internacional, um jardim botânico, uma Zona de Livre Comércio/Porto, um aeroporto internacional e porto marítimo, um integrado estádio de esportes complexo, um centro cultural, uma das mais importantes universidades do país – a Universidade de Calabar, um parque de história de escravos e vários marcos históricos e culturais. Ele também tem vários hotéis, resorts e parques de diversões. O antigo liberiano senhor da guerra Charles Ghankay Taylor viveu no antigo palácio colonial da cidade, sob um acordo que levou ao fim da guerra civil de seu país, antes de fugir da extradição para a Libéria em março de 2006.[carece de fontes?]
O Tinapa Resort, um desenvolvimento pelo governo do Estado Cross River, fica ao norte da cidade ao lado do Zona de Livre Comércio de Calabar.
O Cross River State Anual Natal Festival realizado todos os anos atrai milhares de dentro e fora da Nigéria. O festival inclui interpretação musical de artistas locais e internacionais. Outros eventos anuais incluem o Calabar Carnival, uma regata de barco, desfiles de moda, uma vila de Natal, danças tradicionais e o Festival Ekpe anual.

## Clima
Em Classificação climática de Köppen, Calabar apresenta um clima de monção tropical (Köppen: Am) com uma longa estação úmida que abrange dez meses e uma curta estação seca cobrindo os dois meses restantes. O harmattan, que influencia significativamente o clima na África Ocidental, é visivelmente menos pronunciado na cidade. As temperaturas são relativamente constantes ao longo do ano, com altas temperaturas médias geralmente variando de 25 a 28 graus Celsius. Há também pouca variação entre a temperatura diurna e noturna, uma vez que as temperaturas da noite geralmente são apenas alguns graus mais baixas do que a alta temperatura diurna. Calabar mede apenas abaixo 3 000 milímetros (120 pol) de precipitação anualmente.
| Dados climatológicos para = Calabar | Dados climatológicos para = Calabar | Dados climatológicos para = Calabar | Dados climatológicos para = Calabar | Dados climatológicos para = Calabar | Dados climatológicos para = Calabar | Dados climatológicos para = Calabar | Dados climatológicos para = Calabar | Dados climatológicos para = Calabar | Dados climatológicos para = Calabar | Dados climatológicos para = Calabar | Dados climatológicos para = Calabar | Dados climatológicos para = Calabar | Dados climatológicos para = Calabar |
| Mês                                 | Jan                                 | Fev                                 | Mar                                 | Abr                                 | Mai                                 | Jun                                 | Jul                                 | Ago                                 | Set                                 | Out                                 | Nov                                 | Dez                                 | Ano                                 |
| ----------------------------------- | ----------------------------------- | ----------------------------------- | ----------------------------------- | ----------------------------------- | ----------------------------------- | ----------------------------------- | ----------------------------------- | ----------------------------------- | ----------------------------------- | ----------------------------------- | ----------------------------------- | ----------------------------------- | ----------------------------------- |
| Temperatura máxima recorde (°C)     | 33,9                                | 36,1                                | 37,2                                | 35,0                                | 33,9                                | 32,8                                | 31,7                                | 31,7                                | 31,7                                | 32,2                                | 32,8                                | 33,3                                | 37,2                                |
| Temperatura máxima média (°C)       | 26,0                                | 26,7                                | 26,5                                | 26,2                                | 26,0                                | 25,0                                | 24,0                                | 24,0                                | 24,3                                | 24,9                                | 25,5                                | 25,9                                | 25,4                                |
| Temperatura média (°C)              | 16,7                                | 16,7                                | 20,0                                | 20,6                                | 20,0                                | 20,0                                | 19,4                                | 18,9                                | 20,0                                | 19,4                                | 19,4                                | 17,7                                | 16,7                                |
| Temperatura mínima média (°C)       | 22,4                                | 22,8                                | 23,1                                | 23,0                                | 22,9                                | 22,5                                | 22,1                                | 22,2                                | 22,2                                | 22,2                                | 22,4                                | 22,3                                | 22,5                                |
| Temperatura mínima recorde (°C)     | 31,2                                | 32,3                                | 32,1                                | 31,4                                | 30,9                                | 29,2                                | 27,6                                | 27,5                                | 28,2                                | 29,4                                | 30,4                                | 31,0                                | 30,1                                |
| Precipitação (mm)                   | 38                                  | 76                                  | 158                                 | 218                                 | 313                                 | 411                                 | 455                                 | 419                                 | 421                                 | 328                                 | 191                                 | 48                                  | 3 076                               |
| Umidade relativa (%)                | 84                                  | 82                                  | 85                                  | 87                                  | 88                                  | 90                                  | 92                                  | 92                                  | 92                                  | 90                                  | 89                                  | 85                                  | 88                                  |

## Autoridade política
Calabar tem três reinos principais do senhorio, ou seja, o reino Qua dos ecóis, o efute e os Reinos efiques. O Reino Qua tem o diadema da nação Qua como o Grande Patriarca, O Efet tem o Muri munene como o Grande Patriarca, e o patriarca do reino efique é conhecido como o Obongue. Os efiques a autoridade política em relação ao Obong é articulada em um tripé político: Creek Town, composta de Ambo, Cobham e Eyo; Old Town, composto por Obutong; e Duke Town, ou Atakpa, formado por Duke/Archibong, Eyamba, Ntiero, Henshaw e Cobham. Cada etapa desta tripé em um momento ou outro foi governado por um Obong separado. Nos últimos 100 anos, um acordo de cavalheiros para fundir estas três zonas em um, com um único chefe titular como o Obong, e a distribuição ou abertura do título para todas os distritos efiques, foi alcançado. Cada um dos aspirantes ao trono é eminentemente qualificado, nenhum mais do que o outro. O título do Obong de Calabar foi realizado por Nsa Effiom e Ekpo Nsa no século XVII; esses dois cavalheiros eram da Ward de Henshaw. As tentativas do Henshaw de ter um Obong resultaram em uma guerra em 1870. Os Henshaws não alcançaram este título novamente até os últimos 50 anos, quando David Henshaw se tornou Obong. Cobham Town, de onde Bassey Ekpo Bassey saúda, teve seu primeiro e único Obong recentemente. Tudo isso foi possível devido ao "contrato".

## Reino de Calabar
Antes do período colonial, Calabar, originalmente conhecido como Akwa Akpa, era um reino com a Cidade de Calabar como o local do governo, o Obong de Calabar como governante e a sociedade secreta Ekpe como o banquinho em que o Obong de Calabar sentou.

## Povo Calabar
Os habitantes de Calabar são principalmente pessoas do distrito da Grande Calabar - Calabar Sul, Município de Calabar, Akpabuyo, Bakassi, Biase, Odukpani e Akamkpa - mas, em geral, na Nigéria, o termo "povo Calabar" também pode se referir aos indígenas da Grande Calabar ou às pessoas do Sudeste da Nigéria, que atualmente corresponde aos estados de Akwa Ibom e Cross River.

## Marinha nigeriana
Calabar é a sede do Comando Naval Oriental. A cidade possui uma nova escola modelo, a escola secundária da Marinha da Nigéria, situada em Akpabuyo, a cerca de 10 minutos de carro do aeroporto. Esta nova escola complementa a Escola Primária da Marinha da Nigéria e a Naval Officers Wives Association Primary School, ambos situados em Ikot Ansa Calabar